# Leviellus inconveniens
Espèce
Synonymes
- Epeira inconveniens O. Pickard-Cambridge, 1872

Leviellus inconveniens est une espèce d'araignées aranéomorphes de la famille des Araneidae.

## Distribution
Cette espèce se rencontre au Liban et en Israël.

## Description
La femelle décrite par Levi en 1974 mesure 5,5 mm.
Les mâles mesurent de 5,5 à 7,3 mm et les femelles de 5,2 à 8,5 mm.

## Systématique et taxinomie
Cette espèce a été décrite sous le protonyme Epeira inconveniens par O. Pickard-Cambridge en 1872. Elle est placée dans le genre Araneus par Simon en 1895, dans le genre Zygiella par Simon en 1929 puis dans le genre Leviellus par Wunderlich en 2004.

## Publication originale
- O. Pickard-Cambridge, 1872 : « General list of the spiders of Palestine and Syria, with descriptions of numerous new species, and characters of two new genera. » Proceedings of the Zoological Society of London, vol. 1872, p. 212-354 (texte intégral).